# Авогадро (лунный кратер)
Кратер Авогадро (лат. Avogadro) — древний ударный кратер в северном полушарии обратной стороны Луны. Название присвоено в честь итальянского учёного, физика и химика Амедео Авогадро (1776—1856) и утверждено Международным астрономическим союзом в 1970 г. Образование кратера относится к донектарскому периоду.

## Описание кратера
На северо-северо-западе от кратера располагается кратер Скьеллеруп, на западе — кратер Оберт, на юге — кратер Д’Аламбер, на юго-юго-западе — кратер Ямамото. К юго-восточной части кратера Авогадро примыкает кратер Тихов. Селенографические координаты центра кратера — 63°13′ с. ш. 165°22′ в. д. / 63,21° с. ш. 165,36° в. д., диаметр — 130 км, глубина — 2,95 км.
За время, прошедшее после образования кратера, он подвергся сильному разрушению последующими импактами, вал кратера практически полностью разрушен. Наибольшая высота вала над окружающей местностью составляет 1690 м. Дно чаши кратера испещрено множеством мелких кратеров, многие из которых, в свою очередь, тоже разрушены, представляя собой лишь слабые следы кратеров. Объём кратера приблизительно 21 000 км³.

## Сателлитные кратеры
| Авогадро | Координаты                                              | Диаметр, км |
| -------- | ------------------------------------------------------- | ----------- |
| D        | 63°50′ с. ш. 170°13′ в. д. / 63,84° с. ш. 170,22° в. д. | 19,5        |